# Павлов, Андрей (футболист)
Андре́й Па́влов (лат. Andrejs Pavlovs; род. 22 февраля 1979, Рига) — латвийский футболист, вратарь. Участник чемпионата Европы 2004 года.

## Карьера

### Клубная
В 2000 году Павлов начал играть за «Полиция», выступающий в Высшей Лиге. Проведя один сезон в рижском клубе, 22-летний голкипер перешёл в состав «Сконто», сильнейший на тот момент клуб Латвии. В «Сконто» Павлов являлся сменщиком Андрея Пиеделса и играл нечасто. В составе своего клуба Андрей четырежды становился чемпионом Латвии.
После «Сконто» выступал за «Ригу», в составе которой провёл 50 матчей. В 2008 году перешёл в стан чемпиона Латвии «Вентспилса». Изначально являлся дублёром Андриса Ванина, ставшего в 2008 году лучшим футболистом Латвии. В декабре Павлов был близок к переходу в шотландский «Килмарнок», но трансфер не состоялся. Начало сезона 2008/09 Андрей провёл в «Шахтёре» из Солигорска, где находился на правах аренды. После ухода Ванинса в « Сьон» Павлов вернулся в «Вентспилс», но не смог выдержать конкуренции с Александром Колинько и Павлом Чесновским за место в основе. В октябре Павлов подписал контракт с кипрским «Акритас Хлоракас».
После трёх сезонов на Кипре выступал в Болгарии, затем сменил несколько клубов на родине.

### Сборная
Павлов провёл 2 матча за сборную Латвии. Был в заявке на чемпионат Европы 2004 года, являясь третьим вратарём сборной после Александра Колинько и Андрея Пиеделса.

## Достижения
Командные
- Чемпион Латвии (5): 2001, 2002, 2003, 2004, 2008.
- Обладатель Кубка Латвии (2): 2001, 2002.